# Стойбинский сельсовет (Амурская область)
Стойбинский сельсове́т — сельское поселение в Селемджинском районе Амурской области.
Административный центр — село Стойба.

## История
28 июня 2005 года в соответствии с Законом Амурской области № 25-ОЗ образовано муниципальное образование «Рабочий посёлок (пгт) Стойба» и наделено статусом городского поселения. 30 июня 2008 года в соответствии с Законом Амурской области № 65-ОЗ рабочий посёлок Стойба преобразован в сельский населенный пункт, а муниципальное образование — в сельское поселение Стойбинский сельсовет.

## Население
| 2010 | 2011 | 2012 | 2013 | 2014 | 2015 | 2016 |
| ---- | ---- | ---- | ---- | ---- | ---- | ---- |
| 855  | ↘852 | ↘818 | ↘791 | ↘782 | ↘739 | ↘731 |
| 2017 | 2018 | 2021 |      |      |      |      |
| ↘712 | ↘709 | ↘366 |      |      |      |      |

## Состав сельского поселения
| № | Населённый пункт | Тип населённого пункта       | Население |
| - | ---------------- | ---------------------------- | --------- |
| 1 | Селемджинск      | село                         | →22       |
| 2 | Стойба           | село, административный центр | ↘687      |